# Fabienne Delvigne
Pour les articles homonymes, voir Delvigne.
Fabienne Delvigne, née en 1964 à Ixelles, est une modiste et chapelière belge propriétaire de sa propre maison de mode Fabienne Delvigne créations. 

## Biographie
Fabienne Delvigne est née en 1964 à Ixelles au cœur de l'avenue Louise, haut lieu de la mode et de l'élégance à Bruxelles. Très jeune, elle porte des coiffures pour se démarquer des autres enfants. 
Elle fait des études secondaires en internat au collège Val Notre-Dame à Antheit puis est diplômée en marketing de l'EPHEC à Bruxelles en 1985 et trouve un emploi dans le département communication d'une grande société belge. L'envie toutefois lui vient, en feuilletant des magazines de mode, de créer des chapeaux. Elle apprend le métier de chapelier sur le tas en travaillant gratuitement comme stagiaire dans l'atelier de la maison de haute couture Mies. Elle commence à concevoir ses propres modèles et à les porter. 
En 1987, elle crée la marque Fabienne Delvigne créations. En 1990, elle entame sa collaboration avec les maisons Giorgio Armani, Natan (maison de couture), Chanel et Christian Dior Couture. Elle conçoit également des bijoux notamment pour la maison Natan. Ses premières réalisations étaient d'abord destinées à des mariages ou à de grands événements alors que désormais la modiste confectionne des chapeaux pour tous les jours.

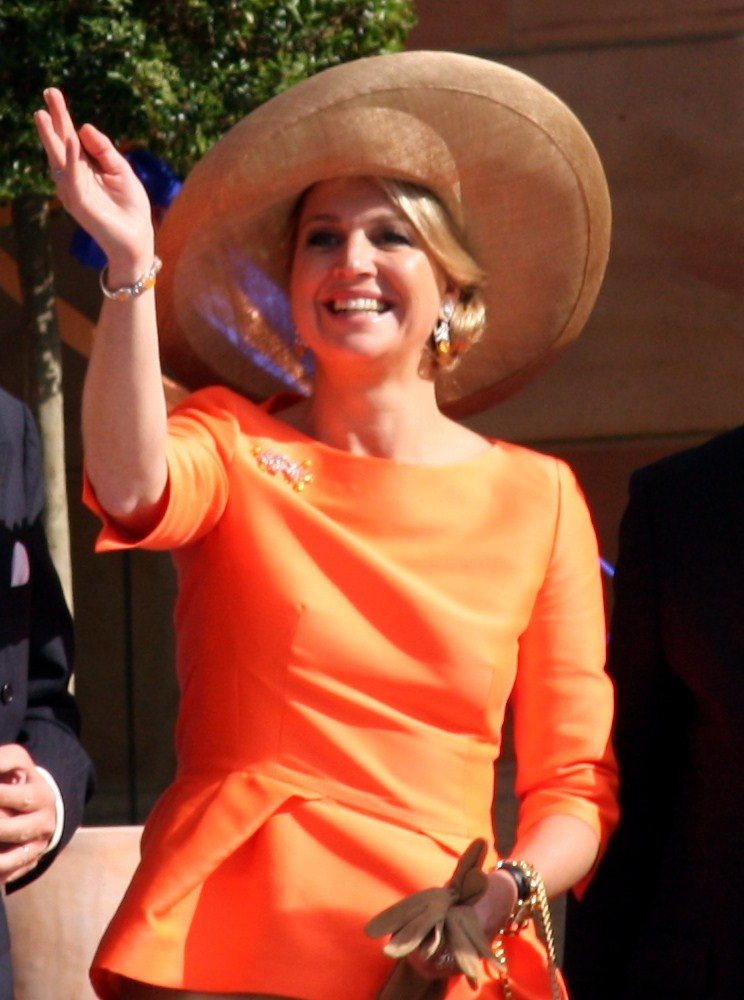
La reine Maxima des Pays-Bas en 2013 coiffée du modèle Bellissima.

La reine Paola de Belgique en fait une de ses modistes préférées ce qui lance sa carrière de modiste auprès des familles royales. Elle fournit également les cours royales ou ducales des Pays-Bas, du Grand-Duché de Luxembourg et de Suède,,. En 1999, au mariage du prince Philippe et de la princesse Mathilde nombres d'invités portent ses chapeaux.
Depuis 2004, Fabienne Delvigne est membre de la Chambre du Haut Commerce et de l'Art de Belgique. En 2011, elle crée la SRL Abellina. Depuis 2018, elle propose ses créations via le commerce en ligne. En 2022, la modiste poursuit le développement international de ses affaires à Londres où ses chapeaux sont à l'étalage des magasins Fenwick au Royaume-Uni.
Elle est l'inspiratrice d'une loi, votée par la Chambre des représentants en 2024 permettant le remboursement des chapeaux pour les personnes atteintes d'alopécie due au traitement de certaines maladies. À cette fin, elle conçoit la collection « Caring Hat ». Elle est également cofondatrice de l'association caritative, l’ASBL Caring Hat Fund destinée à offrir un accompagnement adapté aux besoins de ces personnes. 

## Distinctions
Depuis 2001, Fabienne Delvigne est l'un des « Fournisseurs brevetés de la Cour de Belgique ». 
En 2021, elle a été faite Citoyenne d'honneur de la commune de Woluwe-Saint-Pierre. 